# 后耳乌贼
是乌贼目拟耳乌贼科Sepiadarium的一种。主要分布于中国大陆、香港、台湾、日本群岛南部、马鲁古群岛、班达群岛、澳大利亚西部、安达曼群岛以及斯里兰卡海域，常栖息在沿海60公尺深海域。 